# 黒野匡彦
黒野 匡彦（くろの まさひこ、1942年1月21日 - ）は、日本の官僚、経営者。

## 来歴・人物
愛知県出身。1964年に東京大学法学部を卒業し、同年に運輸省に入省。1995年6月に航空局長、1997年7月に事務次官を経て、1979年11月に日本鉄道建設公団副総裁に就任し、2002年7月には新東京国際空港公団総裁に就任し、2004年4月に成田国際空港社長に就任。
2012年4月に瑞宝重光章を受章した。